# Kepler-58 e
 (mai 2025).
 (mai 2025).
Kepler-58 e est une exoplanète de type Jupiter chaud en orbite autour de la son étoile hôte Kepler-58, située à environ 3 161,27 années-lumière de la Terre.

## Caractéristiques physiques
L'exoplanète se distingue par sa masse imposante de 1,9 MJ, son rayon compact de 0,14 RJ et sa température extrême de 1212 K.

## Orbite
Elle orbite à 0,05  unité astronomique de son étoile, une distance comparable à celle de Mercure dans le système solaire.

## Découverte
L'exoplanète a été découverte par la méthode des transits en 2023.

## Habitabilité
Les conditions d'habitabilité de cette exoplanète ne sont pas déterminées ou ne sont pas connues.